# Lina Arndt
Lina Malin Arndt (* 25. September 1996 in Gießen) ist eine deutsche Popsängerin aus Berlin, die durch ihre Finalteilnahme an The Voice of Germany 2014 bekannt wurde.

## Biografie
Aufgewachsen ist Lina Arndt in Friedberg/Hessen und Berlin-Kreuzberg. Schon mit vier Jahren nahm sie an musikalischer Früherziehung teil und bekam später Gesangs- und Klavierunterricht. Ihren ersten Castingshow-Auftritt hatte sie mit 13 Jahren bei der vierten Staffel von Das Supertalent. Für ihren Gesangsvortrag von Use Somebody, im Original von Kings of Leon, bekam sie alle drei Jurorenstimmen, kam aber nicht ins Halbfinale.
Vier Jahre später trat sie dann bei The Voice of Germany an. Bei den Blind Auditions zeigten alle vier Coaches Interesse, Arndt entschied sich für Rea Garvey. Sie erreichte ohne Schwierigkeiten das Finale. Nach dem Halbfinalsieg stellte sie den für sie ausgewählten Song Love in a Cold Room. Das Lied ging anschließend in den Online-Verkauf und war das erfolgreichste der vier Finalisten. Da die Verkäufe auch für das Endergebnis zählten, ging sie mit Vorsprung ins Finale am 12. Dezember 2014, wurde aber nach dem Zuschauervoting hinter Charley Ann Schmutzler nur Zweite.
Nach mehreren Tourneen, u. a. mit Rea Garvey, studierte Lina Arndt ein Jahr Songwriting am British and Irish Modern Music Institute (Bimm) in London.
Im Dezember 2019 veröffentlichte Lina Arndt mit ihrer Band The Married Men, die zum Teil aus ehemaligen Mitgliedern der Nina-Hagen-Band besteht, ihre erste eigene EP Catfish.

## Diskografie
Alben
- Catfish (EP, mit The Married Men, 2019)

Lieder
Songs aus den The-Voice-Sendungen vom 9. Oktober bis 12. Dezember 2014
- Big in Japan von Alphaville
- I Can’t Make You Love Me von Bonnie Raitt („Battle“ mit Johanna Ewald)
- Sweater Weather von The Neighbourhood
- Take Me to Church von Hozier
- Mad World von Tears for Fears
- Love in a Cold Room (eigener Song)
- Thinking Out Loud im Duett mit Ed Sheeran
- Hurt im Duett mit Rea Garvey